# Charles Richet
Charles Robert Richet (París, França 1850 - íd. 1935) fou un metge i professor universitari francès guardonat amb el Premi Nobel de Medicina o Fisiologia l'any 1913. De 1920 a 1926 va ser president de la Societat Francesa d'Eugenèsia.

## Biografia
Va néixer el 25 d'agost de 1850 a la ciutat de París. Va estudiar medicina a la Universitat de París, on es va doctorar el 1869. Posteriorment fou nomenat doctor en Ciències l'any 1878 i catedràtic de fisiologia de la Facultat de Medicina de la Universitat de París a partir de 1887.
Entre 1878 i 1902 va ser editor de la Revista Científica i des de 1917 coeditor del Journal de Fisiologia i Patologia General. Juntament amb altres científics com Émile Boirac va explorar els fenòmens parapsicològics (en aquells temps dits metapsíquics) i va escriure un tractat sobre aquest tema: Tractat de Metapsíquica. Quaranta anys de treballs psíquics, així com El porvenir i la premonició. El 1919 va fundar l'Institut Metapsíquic Internacional. També va formar part del Consell de Consulta de la Sociedad Magnetológica Argentina, que havia estat fundada per l'espiritista paraguaià Ovidio Rebaudi. En aquest Consell hi havia altres figures de la ciència del moment, com el mencionat Boirac, César de Vesme, Enrico Morselli o Théodore Flournoy.
Va publicar nombrosos articles sobre fisiologia, química i patologia experimental, així com poesies, novel·les i obres de teatre. A més, va ser un pioner de l'aviació, un apòstol del pacifisme (va ser membre i president de diverses entitats pacifistes) i un ferm defensor de la llengua auxiliar internacional esperanto.
Richet va morir el 4 de desembre de 1935 a la ciutat de París.

## Recerca científica
En fisiologia va treballar sobre els mecanismes de la termorregulació en animals de sang calenta. Abans de les seves investigacions, realitzades entre 1885 i 1895, sobre polipnea i tremolors produïts per la temperatura, no eren coneguts els mètodes pels quals els animals privats de transpiració cutània poden protegir-se de l'excés de calor i com animals refredats podien escalfar-se a si mateixos.
En terapèutica experimental l'any 1888 va demostrar que la sang d'animals vacunats contra una infecció protegeix contra aquesta. Aplicant aquests principis a la tuberculosi va fer la primera injecció amb sèrum terapèutic en l'home, el 6 de desembre de 1890.
El 1902 va inventar la paraula anafilàxia per designar la sensibilitat desenvolupada per un organisme després de rebre una injecció parenteral d'un col·loide, substància proteïca o toxina, podent així afirmar que la injecció parenteral de substàncies proteïques modifica profunda i permanentment la constitució química dels líquids corporals. Les aplicacions de l'anafilàxia en medicina són extremadament nombroses, i posteriorment va demostrar els fenòmens de l'anafilàxia passiva i l'anafilàxia in vitro.
El 1913 fou guardonat amb el Premi Nobel de Medicina o Fisiologia per la seva recerca sobre l'anafilàxia.